# Востоков, Владимир Игнатьевич
Владимир Игнатьевич Востоков (11 июля 1868, село Голочёлово, Коломенский уезд, Московская губерния, Российская империя — 5 августа 1957, Сан-Франциско, США) — митрофорный протоиерей, общественный деятель и публицист. Апологет монархизма и антисемит.

## Биография

### Ранние годы
Родился 11 июля 1868 года в семье священника Игнатия Матвеевича Востокова, служившего в Троицком храме села Голочёлова Московской губернии. Окончил Коломенское духовное училище (1882), Московскую духовную семинарию (1888).

### Карьера священника
С 1888 года преподаватель в приходской школе села Старый Ям Подольского уезда Московской губернии.
30 мая 1891 года рукоположен в иерея. Служил в храмах Московской епархии, в сёлах Иславское, Белые Колодези и в храме Флора и Лавра села Старый Ям, где основал общество трезвости и в 1899 году возглавил церковно-приходское попечительство, собравшее значительные пожертвования деньгами и строительными материалами на отделку храма.
2 ноября 1903 года митрополитом Владимиром (Богоявленским) был переведён настоятелем в московский храм великомученика Никиты в Старых Толмачах.
В 1904 году собранием московского дворянства избран законоучителем Екатерининского института благородных девиц.
В 1905 году назначен епархиальным миссионером и настоятелем Князь-Владимирской церкви при Московском епархиальном доме. В 1906 году у него возник конфликт с будущим священномучеником, а тогда епархиальным миссионером отцом Иоанном Восторговым, на почве разногласий по поводу участия священников в деятельности политических партий. Востоков был направлен на должность настоятелем церкви Петра и Павла на Якиманке.
В Москве отец Владимир заслужил репутацию выдающегося проповедника, активиста антиалкогольного движения, критика социализма, стал известен как церковный писатель и публицист. Был редактором-издателем ежемесячника «Отклики на жизнь» (с 1911 года), газеты «Рассвет», журнала «Живая беседа». Состоял в московском религиозно-философском обществе и Русском монархическом собрании. А. Д. Самарин, в близкое окружение которого входил отец Иоанн, пригласил его стать законоучителем для его детей. В 1912 году великая княгиня Елизавета Фёдоровна предложила ему место лектора при Марфо-Мариинской общине милосердия.
Являлся противником Григория Распутина, в котором, как и А. Д. Самарин, Елизавета Фёдоровна и многие другие представители московской патриотической общественности, видел угрозу для престола и Церкви. Резко осуждал Распутина в проповедях и статьях, а 1 мая 1913 года журнал «Отклики на жизнь» открыто выступил против «распутинского влияния». Летом 1915 года Востоков обратился к митрополиту Макарию (Невскому) с письмом, в котором напоминал о вступительной речи А. Д. Самарина перед членами Святейшего Синода: «Если же и после столь торжественного, ясного заявления церковной иерархии о борьбе с накопившимися церковными соблазнами распутинское зло останется в прежней силе, при молчании о нём церковной власти, то народ вправе будет назвать такую власть лицемерною, а ведь это ужасно!». Антираспутинская позиция Востокова была известна императрице Александре Фёдоровне, которая считала, что он руководит Самариным. 3 октября 1915 года она в письме Николаю II писала, что было бы хорошо, если бы митрополит Макарий «отделался» от отца Владимира. И по распоряжению В. К. Саблера он был переведён в Коломну настоятелем Христорождественской церкви, лишён благословения на выпуск журнала и взят под негласный надзор Охранного отделения.
26 января 1916 года Востоков был переведен на погост Ильинское. С 1 июня 1916 года отец Владимир являлся священником тюремной церкви святителя Тихона Задонского в Клину. На его проповеди собиралось столько народа, что храм не вмещал всех желающих его услышать, и проповеди приходилось проводить на лугу. Точных сведений о взглядах священника в то время не сохранилось, но есть основания предполагать, что они сдвинулись «влево», и многим он запомнился как «либеральный батюшка». В ответ на давление на него церковных властей усиливалась поддержка священника со стороны общественности. Так, ему выразил поддержку Александр Гучков, протопресвитер военного и морского духовенства Георгий Шавельский приглашал Востокова перейти в его ведомство полковым священником, епископ Андрей (Ухтомский) приглашал служить в Уфу.
30 сентября 1916 года Востоков переехал в Уфу и стал ключарём Уфимского кафедрального собора.
В 1917 году член Поместного Собора Православной Российской Церкви как делегат от мирян Уфимской епархии, участвовал в 1-2-й сессиях, член VII, XX отделов. Призвал Собор к осуждению Февральской революции (которую поначалу сам встретил положительно, даже служил по этому поводу молебен в красном пасхальном облачении), что произвело большой резонанс в церковной общественности, большая часть которой приняла революцию и признавала Временное правительство легитимным. Полагал, что большевикам удастся воплотить в жизнь идею «рабочей и крестьянской власти», поэтому приветствовал Октябрьскую революцию. 19 ноября 1917 года был возвращён московским митрополитом, будущим патриархом Тихоном (Беллавиным) в Москву, и назначен настоятелем церкви Космы и Дамиана на Таганке.На соборном заседании 22 января 1918 года выступил с антисоветской речью и был объявлен советской властью вне закона.

### В Белом движении
Бежал на Юг России, контролировавшийся белыми, где начал пропагандировать восстановление монархии. В 1919 году полковой священник в Добровольческой армии, член I отдела и 1-й комиссии Юго-Восточного Русского Церковного Собора. Организовал в Екатеринодаре «Братство Животворящего креста», в которое входили от пяти до восьми тысяч человек, призывал к восстановлению абсолютной монархии и борьбе с евреями и масонами. Такая деятельность отца Владимира вызвала беспокойство у властей Кубанской Народной Республики. Негативную оценку его деятельности высказал протопресвитер военного и морского духовенства Добровольческой армии отец Георгий Шавельский, а 16 июня Кубанская Рада постановила выслать Востокова за пределы края за «развращение казацких душ монархизмом». Высылка не состоялась лишь благодаря заступничеству генерала А. С. Лукомского, который, однако, сам посоветовал отцу Владимиру переселиться в Новочеркасск. Прислушавшись к совету Лукомского, Востоков переселился в Новочеркасск, где стал настоятелем Александровской церкви. Кроме того руководил находящимся на нелегальном положении «Братством Животворящего Креста» и пытался издавать газету «Вечевой благовест».
У Врангеля
В 1920 году Севастопольский епископ Вениамин (Федченков), возглавляющий духовенство в Русской армии Врангеля, пригласил протоиерея Владимира стать духовником и проповедником в войсках.
В июле 1920 года Востоков направил Врангелю письмо с призывом уподобиться императору Константину, победившего «злого языческого царя Максенция Силою Честнаго и Животворящего Креста». После этого он был принят генералом А. П. Кутеповым, который одобрил план Востокова организовать «Всероссийское религиозно-крестоносное движение», призванное посредством массовых крестных ходов привлекать новых добровольцев для борьбы с «еврейским большевизмом».
Востоков полагал целью Братства избавление от «еврейского массонства» и призывал население к еврейским погромам. Антисемитизм Востокова вызвал протест союзников. 22 сентября Врангель поставил Востокова в известность об союзническом ультиматуме, 3 октября издал приказ № 145 о запрещении готовящегося крестного хода.

### В эмиграции
Эвакуировавшись из Крыма в Галлиполи, оттуда переселился в Сербию, где служил законоучителем русской гимназии в Кикинде, а также был настоятелем церкви в городе Великий Бичкерек. В эмиграции не оставлял общественно-политическую деятельность — участвовал в Соборе 1921 года в Сремских Карловцах, состоял членом Высшего Зарубежного Церковного Управления, пытался сблизиться с великим князем Кириллом Владимировичем (однако легитимисты находили его человеком «политически довольно-таки опасным, благодаря своим крайним убеждениям», как писал в воспоминаниях Гарольд Граф). В 1923 году награждён палицей. В 1925 году митрополит Антоний (Храповицкий) назначил его разъездным священником-миссионером по Королевству сербов, хорватов и словенцев. С 1931 года настоятель храма в селе Панчево.
В 1944 году переселился в Австрию, затем оказался в Американской зоне оккупации. С 1945 года настоятель храмов в лагерях для перемещенных лиц в городах Кемптен, Фюссен, Шляйсгайм (Германия). В 1950 г. награжден митрой.
С 1951 году настоятель храма святителя Тихона Задонского в Сан-Франциско, духовник Корпуса Императорской Армии и Флота.
В 1954 году Архиерейским Синодом РПЦЗ ему было присвоено звание протопресвитера. В 1955 году вышел на покой, скончался 5 августа 1957 года. Похоронен на Сербском кладбище Сан-Франциско.

## Труды
- Редкий человек // Могилёвские епархиальные ведомости. 1895. № 25 (Шимолин В. У истоков белорусской печати. Мн., 2010. С. 173—177).
- Пастырь проповедник: Сб. поучений. М., 1904. 2 ч.
- Почитайте старших себя. М., 1907.
- Скорбь и радость о. Василия. М., 1907.
- Из когтей социализма: Очерк. М., 1911.
- Голос пастыря. М., 1914.
- Из пережитого. М., 1914.
- Стрела в зелёного змея: Сб. ст. и рассказов. М., 1914.
- Христианин за литургией. М., 1914.
- За други своя. М., 1915.
- «Живая беседа». М., 1917.
- Когда Желябовы смеются — Россия плачет: Докл. на собр. верноподданных 26 апр. (9 мая) 1926 г. в Белграде. Белград; Новый Сад, 1926.
- Стрела в сатану. Белград, 1930.
- Розы и шипы: В 3 ч. Сан-Франциско, 1953—1954.
- Вопли церковные на Всероссийском Соборе в Москве // Дело великого строительства церковного. Воспоминания членов Священного Собора Православной Российской Церкви 1917—1918 годов. М., 2009. С. 582—593